# Acrachne
Acrachne Wight & Arn. Ex Chiov. é um género botânico pertencente à família Poaceae, subfamília Chloridoideae, tribo Eragrostideae.
As espécies são encontradas na África, Ásia, Australasia e América do Sul.

## Sinônimos
- Arthrochloa Lorch (SUH)
- Camusia Lorch
- Normanboria Butzin

## Espécies
- Acrachne henrardiana (Bor) S.M.Phillips
- Acrachne perrieri (A.Camus) S.M.Phillips
- Acrachne racemosa (B.Heyne ex Roth) Ohwi